# Mauritiusglasögonfågel
Mauritiusglasögonfågel (Zosterops chloronothos) är en akut utrotningshotad fågel i familjen glasögonfåglar.

## Utseende och läten
Mauritusglasögonfågeln är en liten (10 cm) och färglös sångarliknande fågel. Ovansidan är matt olivgrön, undersidan ljusare, mot buken mer gräddfärgad och undergumpen gul. Den kan bara förväxlas med rostsidig glasögonfågel, men har jämfört med denna mörk, ej grå, övergump, en tydlig vit ögonring och genomgående olivgrön grundfärg istället för grå. Näbben är också längre, tunnare och mer nedåtböjd. Sången är melodisk och kontaktlätet är ett metalliskt "plik plik".

## Utbredning och status
Fågeln förekommer endast på Mauritius i Indiska Oceanen. IUCN kategoriserar arten som akut hotad.